# 拿騷的尼庫勞斯·威廉
拿騷的尼庫勞斯·威廉（德語：Nikolaus Wilhelm zu Nassau，1832年9月20日—1905年9月17日），拿騷公爵威廉的幼子，盧森堡大公阿道夫的弟弟。

## 家庭
1868年，尼庫勞斯·威廉與亞歷山大·普希金的女兒娜塔莉亞結婚，兩人共有1子2女：
1. 索菲（英语：Sophie of Merenberg）（1868年—1927年）
2. 亞歷山德拉（1869年—1950年）
3. 格奧爾格·尼庫勞斯（1871年—1948年）